# Обійми (пісня)
«Обійми́» — перший сингл з альбому «Земля», українського гурту «Океан Ельзи», який вийшов у 2013 році. 
Музика — Святослав Вакарчук, Денис Дудко. Текст — Святослав Вакарчук.  
27 лютого 2013 року відбулася презентація відеокліпу, який відзняв британський режисер Говард Ґрінголл.
Ця пісня має також сольну версію Святослава Вакарчука, в якій змінені слова[джерело?].

## Композиція
1. Обійми (3:46)

## Музиканти
1. Святослав Вакарчук — вокал
2. Петро Чернявський — гітара
3. Денис Дудко — бас-гітара
4. Милош Єлич — клавішні
5. Денис Глінін — барабани